# V633 Андромеды
V633 Андромеды (лат. V633 Andromedae) — двойная затменная переменная звезда типа W Большой Медведицы (EW) в созвездии Андромеды на расстоянии приблизительно 2029 световых лет (около 622 парсеков) от Солнца. Видимая звёздная величина звезды — от +14,33m до +13,84m. Орбитальный период — около 0,2969 суток (7,1255 часов).

## Характеристики
Первый компонент — оранжевый карлик спектрального класса K. Радиус — около 1,22 солнечного, светимость — около 0,735 солнечной. Эффективная температура — около 4846 K.
Второй компонент — оранжевый карлик спектрального класса K.